# Ludwig Boltzmann Institut für Neulateinische Studien
Das Ludwig Boltzmann Institut  für Neulateinische Studien (LBI-Neulatein) mit Sitz in Innsbruck ist eine außeruniversitäre Forschungseinrichtung der Ludwig Boltzmann Gesellschaft. Partnerorganisationen des LBI-Neulatein sind die Universität Innsbruck, die Universität Freiburg im Breisgau, die Österreichische Nationalbibliothek in Wien und der Pontificio Comitato di Scienze Storiche in Rom.
Das 2011 gegründete Institut widmet sich ganz der Erforschung der neulateinischen Literatur. Dabei soll insbesondere die bedeutende Rolle der neulateinischen Literatur bei der Herausbildung des frühmodernen Europa herausgearbeitet werden. Das LBI-Neulatein geht von der These aus, dass es das heutige Europa ohne die neulateinische Literatur nicht in dieser Form gäbe. Diese These wird anhand ausgewählter Beispiele aus den Gebieten Politik, Religion und Mentalitätsgeschichte ausgearbeitet. Mit Ende des Jahres 2024 hat das LBI-Neulatein seine Tätigkeiten eingestellt. 